# Association allemande des marches de l'Est
L'Association allemande des marches de l'Est (allemand : Deutscher Ostmarkenverein, également connu en allemand sous le nom de Verein zur Förderung des Deutschtums in den Ostmarken) est une organisation radicale allemande,, extrêmement nationaliste xénophobe fondée en 1894. Principalement parmi les Polonais, il est parfois connu sous l'acronyme Hakata ou HKT d'après ses fondateurs von Hansemann (de), Kennemann (de) et von Tiedemann (de). Ses principaux objectifs sont la promotion de la germanisation des Polonais vivant en Prusse et la destruction de l'identité nationale polonaise dans les provinces allemandes de l'Est. Contrairement à de nombreuses organisations nationalistes similaires créées à cette époque, l'Association a des liens relativement étroits avec le gouvernement et l'administration locale,, ce qui lui permet de réussir dans une large mesure, même s'il s'oppose à la fois à la politique de recherche d'un modo vivendi avec les Polonais menée par le chancelier Theobald von Bethmann Hollweg et à la politique d'assouplissement des mesures anti-polonaises de Leo von Caprivi. Bien que d'une importance limitée et souvent surestimée, l'organisation constitue une partie notable du paysage politique pluraliste antidémocratique allemand de l'ère wilhelminienne.
Initialement fondée à Posen, son siège principal est transféré à Berlin en 1896. En 1901, elle compte environ 21 000 membres, chiffre qui s'élève à 48 000 en 1913, bien que certains auteurs affirment que le nombre de membres atteint 220 000. Après la restauration de la Pologne après la Première Guerre mondiale en 1918, la société poursuit ses activités résiduelles dans la République de Weimar jusqu'à sa fermeture par les nationaux-socialistes en 1934, qui créent la nouvelle organisation avec une activité similaire, la Fédération de l'Est allemand (de).

## Contexte

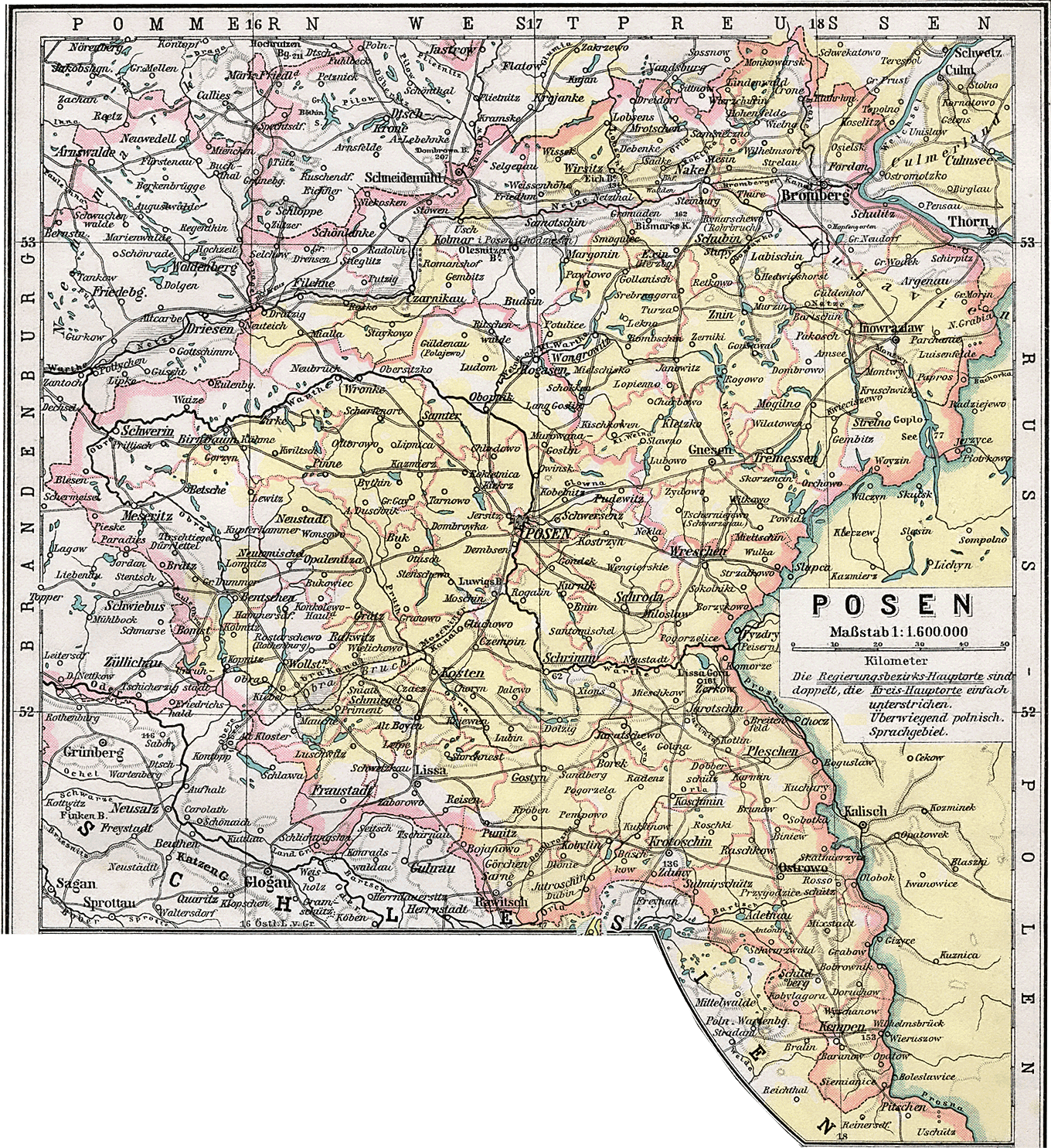
Carte allemande de 1905 montrant l'étendue de la majorité de la population parlant le polonais en Grande-Pologne

À la suite des partages de la Pologne à la fin du XVIIIe siècle, une grande partie de l'ancien Commonwealth polono-lituanien (à savoir les régions de Grande-Pologne et de la Prusse royale, plus tard la Prusse-Occidentale) est annexée par le Royaume de Prusse. Principalement peuplée de Polonais, la Grande Pologne est initialement constituée en un Grand-duché de Posen semi-autonome, doté d'un certain niveau d'autonomie gouvernementale. Cependant, sous le gouvernement d'Otto von Bismarck, les tensions ethniques et culturelles dans la région commencent à s'accroître. À cela s’ajoutent des tendances croissantes au nationalisme, à l’impérialisme et au chauvinisme au sein de la société allemande. Les tendances vont dans deux directions différentes, mais sont liées entre elles. D’un côté, on réclame un nouvel ordre mondial avec le désir de créer un empire colonial allemand. D’autre part, les sentiments d’hostilité envers d’autres groupes nationaux au sein de l’État allemand se sont accrus
La situation fut encore aggravée par la politique de Bismarck de Kulturkampf anti-catholique qui, dans la province de Posen, prit un caractère beaucoup plus nationaliste que dans d'autres régions d'Allemagne et incluait un certain nombre de lois spécifiquement anti-polonaises qui firent vivre les communautés polonaise et allemande dans un véritable apartheid. De nombreux observateurs estiment que ces politiques n’ont fait qu’attiser davantage le mouvement indépendantiste polonais. Il y a aussi la question d'une possible antipathie personnelle envers les Polonais derrière la motivation de Bismarck à poursuivre le Kulturkampf.  Contrairement à d’autres parties de l’ Empire allemand, en Grande Pologne — alors connue sous le nom allemand de Provinz Posen — le Kulturkampf ne cessa pas après la fin de la décennie. Bien que Bismarck ait finalement signé une alliance informelle avec l'Église catholique contre les socialistes, la politique de germanisation s'est poursuivie dans les régions du pays habitées par des Polonais. Cependant, avec la fin du règne de von Bismarck et l'avènement de Leo von Caprivi, la pression en faveur de la germanisation s'est atténuée et de nombreux propriétaires fonciers allemands craignaient que cela conduise à une diminution du contrôle allemand sur les régions polonaises et, à terme, à priver l'Allemagne de ce qu'ils considéraient comme un réservoir naturel de main-d'œuvre et de terres. Bien que l'étendue réelle des concessions de von Caprivi envers les Polonais ait été très limitée, la minorité allemande de Grande-Pologne craignait que ce soit un pas de trop et que le gouvernement de von Caprivi ne cède le pouvoir en Grande-Pologne au clergé et à la noblesse polonais. Le slogan de Hakata est : « Vous vous trouvez face à l'ennemi le plus dangereux et le plus fanatique de l'existence allemande, de l'honneur allemand et de la réputation allemande dans le monde : les Polonais. »

## Organisation
Dans de telles circonstances, un certain nombre d'organisations nationalistes et de groupes de pression se forment, tous connus collectivement sous le nom de National Verbände. Parmi elles se trouvent la Ligue pangermanique, la Ligue navale allemande, la Société coloniale allemande, l'Organisation antisémite allemande et la Ligue de défense,. De nombreux propriétaires fonciers craignent que leurs intérêts ne soient pas correctement représentés par ces organisations et décident de créer leur propre association. Elle est officiellement lancée le 3 novembre 1894 à Posen. La réunion d'ouverture élit une assemblée et un comité général composé de 227 membres, parmi lesquels 104 de la province de Posnanie et de la province de Prusse-Occidentale, et 113 autres d'autres parties de l'Empire allemand. La base sociale de la société nouvellement fondée est large et comprend un large éventail de personnes. Environ 60 % des représentants des régions allemandes principalement peuplées de Polonais sont des Junkers, l'aristocratie foncière, la plupart du temps d'anciennes racines féodales. Le reste est composé de groupes de la classe moyenne allemande, c'est-à-dire de fonctionnaires (30 %), d'enseignants (25 %), de commerçants, d'artisans, de prêtres protestants et de commis.
Les objectifs officiels de l'association sont « le renforcement et le ralliement de la Germanité dans les Marches de l'Est par la renaissance et la consolidation du sentiment national allemand et le renforcement économique du peuple allemand » dans la région. Cette mesure est considérée comme justifiée par la prétendue passivité des Allemands dans les territoires de l'Est. Officiellement, il s'agit de travailler pour les Allemands plutôt que contre les Polonais,. Cependant, en réalité, les objectifs de l'association sont anti-polonais et visent à expulser les propriétaires fonciers et les paysans polonais de leurs terres à tout prix. On soutient que les Polonais constituent une menace insidieuse pour l’intégrité nationale et culturelle de l’Allemagne et pour sa domination à l’Est. La logique propagandiste derrière la formation du HKT est présentée comme une lutte nationale polono-allemande pour assimiler un groupe à l’autre. On avance que soit les Polonais seraient germanisés avec succès, soit les Allemands vivant à l'Est seraient eux-mêmes confrontés à la polonisation. Ce conflit est souvent décrit comme une lutte biologique constante entre la « barbarie orientale » et la « culture européenne ». Pour contrer cette menace présumée, l'Association encourage la destruction de l'identité nationale polonaise dans les territoires polonais occupés par l'Allemagne, et la prévention de la polonisation des Marches de l'Est, c'est-à-dire le sentiment national croissant parmi les Polonais locaux associé à la migration des Polonais des zones rurales vers les villes de la région.
Conformément aux vues du chancelier von Bismarck lui-même, l'Association considère la question linguistique comme un facteur clé pour déterminer la loyauté envers l'État,. C'est pour cette raison qu'il insiste pour que l'interdiction de l'usage du polonais dans les écoles soit étendue à d'autres aspects de la vie quotidienne, y compris les réunions publiques, les livres et les journaux. Lors d'une réunion en 1902 à Dantzig, l'Association exige du gouvernement que le polonais soit interdit même dans les cours volontaires dans les écoles et les universités, que la langue soit interdite d'usage public et que les journaux en langue polonaise soient soit liquidés, soit obligés d'être imprimés en versions bilingues.
Avec un succès et un soutien locaux limités, l'Association fonctionne principalement comme un groupe de propagande et de pression à l'échelle nationale. Son organe de presse, le Die Ostmark (Marche de l'Est), est l'une des principales sources d'information sur la question polonaise pour le public allemand et façonne les opinions nationales-conservatrices sur le conflit ethnique dans les territoires allemands de l'Est. L'Association ouvre également un certain nombre de bibliothèques dans les régions dominées par les Polonais, où elle soutient la production littéraire de livres et de romans promouvant une position agressive contre les Polonais. Les romans populaires Ostmarkenromane décrivent les Polonais comme des non-blancs et s'efforcent de dépeindre une dichotomie raciale entre les Polonais « noirs » et les Allemands « blancs ».
Cependant, elle ne se limite pas à une simple lutte culturelle pour la domination, mais encourage  également l'expulsion physique des Polonais de leurs terres afin de faire place à la colonisation allemande. La pression du HKT pousse en effet le gouvernement de Caprivi à adopter une position plus ferme à l'égard des Polonais. L'interdiction des écoles polonaises est réintroduite et tout l'enseignement doit être dispensé en allemand. L'interdiction est également utilisée par la police allemande pour harceler le mouvement syndical polonais, car elle interprète toutes les réunions publiques comme des activités éducatives.
Un enjeu important est la colonisation du territoire polonais : l'organisation soutient activement la politique nationaliste de germanisation par le déplacement de la population polonaise et la promotion de l'installation d'Allemands ethniques dans les régions orientales de l'Empire allemand. Il est l'un des principaux partisans de la création de la Commission d'établissement, une autorité officielle dotée d'un fonds pour acheter les terres des Polonais et les redistribuer aux colons allemands. Depuis 1905, l'organisation propose également et fait pression pour une loi qui permettrait l'expulsion forcée des propriétaires fonciers polonais, et réussit en 1908 lorsque la loi est finalement adoptée. Cependant, cette idée reste lettre morte dans les années suivantes, et le HKT réagit en lançant une vaste campagne de propagande dans la presse. La campagne s'avère fructueuse et le 12 octobre 1912, le gouvernement prussien publie une décision autorisant l'expulsion des propriétaires polonais de Grande-Pologne.

## Base sociale
Bien que le HKT soit principalement associé aux Junkers, il est l'un des groupes qui s'oppose le plus aux objectifs de l'Association. Initialement traité avec réserve par la plupart de l'aristocratie conservatrice prussienne, il devient avec le temps activement combattu par beaucoup d'entre eux. L'Association s'oppose à toute immigration de Polonais de la Pologne russe vers la région, tandis que les Junkers tirent d'importants profits des travailleurs saisonniers qui y migrent chaque année, principalement en provenance d'autres régions de Pologne. Les colons allemands amenés sur les terres autrefois polonaises par la Commission d'établissement ou le gouvernement allemand bénéficient également largement de la coopération avec leurs voisins polonais et ignorent pour la plupart les Hakatisten ou même se sont activement opposés à leurs idées. Cela fait de l'Association une organisation formée principalement de la bourgeoisie allemande et de colons, c'est-à-dire de membres de la classe moyenne de l'administration locale, et non des Junkers prussiens. Un autre groupe notable de partisans comprend les artisans et les hommes d'affaires locaux, dont les intérêts sont menacés par le travail organique, qui est la réponse polonaise à la concurrence économique promue par la Commission d'établissement et d'autres organisations similaires. Dans une enquête menée auprès d'un échantillon de membres de HKT, les classes sociales représentées sont les suivantes :
- 26,6 % des fonctionnaires et membres de l'administration allemande
- 17,6% des artisans
- 15,7% des hommes d'affaires
- 14,0% des enseignants
- 10,7% des propriétaires fonciers
- 4,2% des ecclésiastiques
- 2,7% des officiers de l'armée
- 0,7% de rentiers
- 6,5% des autres professions
- 1,3% des personnes sans désignation

## Effets et suites

### En Pologne
En 1913, la Société compte environ 48 000 membres. Malgré sa rhétorique virulente, le soutien de l’administration locale et une certaine popularité de ses objectifs, l'Association s’avère largement infructueuse, tout comme les projets qu’elle promeut. Tout comme d’autres organisations similaires, le HKT réussit non seulement à sensibiliser l’opinion publique allemande à la question polonaise et à radicaliser la politique allemande dans la région, mais suscite également une réaction polonaise. Sous la pression extérieure, les Polonais vivant dans l'Empire allemand commencent à s'organiser pour empêcher les plans de germanisation. De plus, le principal centre d'opposition du côté polonais devient la classe moyenne plutôt que l'aristocratie, ce qui renforce la résistance polonaise et intensifié le sentiment national au sein de la société polonaise. En outre, la pression des nationalistes allemands a pour résultat de renforcer les nationaux-démocrates polonais, en particulier le Parti national-démocrate polonais de Roman Dmowski et de Wojciech Korfanty.
Par exemple, la Commission d'établissement réussit, au cours de ses 27 années d'existence, à implanter environ 25 000 familles allemandes sur 1 240 km2 de terres en Grande-Pologne et en Poméranie. Cependant, dans le même temps, la réaction des associations polonaises conduit à l'installation d'environ 35 000 nouveaux agriculteurs polonais dans une zone d'environ 1 500 km2  de terres. De même, les tentatives d’interdiction de l’enseignement de la religion en polonais rencontrent une résistance nationale et plusieurs grèves scolaires qui déclenchent une campagne dans les médias étrangers.

### En Empire allemand
Dans l'ensemble, même si l'Association HKT n'est pas la plus influente et que son influence exacte sur les gouvernements allemands est discutable, elle est parmi les plus écoutées et devient pour le peuple polonais l'un des symboles de l'oppression, du chauvinisme et de la discrimination nationale, empoisonnant ainsi les relations polono-allemandes à la fois dans la région frontalière et dans toute l'Allemagne. À la veille de la Première Guerre mondiale, les nationalismes sont exacerbés des deux côtés et les hommes politiques libéraux qui cherchent un compromis avec l'Empire allemand sont considérés comme des traîtres, tandis que les hommes politiques allemands qui tentent d'atténuer la rhétorique agressive des deux côtés sont attaqués par les Hakatisten. Cette situation s'avère cruciale pour l'échec des projets allemands de création d'une Mitteleuropa pendant la Grande Guerre, car la scène politique polonaise est en grande partie occupée par des hommes politiques hostiles à l'Allemagne.

### Organisation d'après-guerre
Les travaux de l'Association cessent pratiquement pendant la guerre. À la fin de sa vie, certains de ses membres rejoignent la Deutsche Vereinigung (Association allemande), une association qui vise à empêcher la Pologne nouvellement restaurée d'acquérir les terres qui se trouvaient autrefois en Prusse. Beaucoup de ses membres craignent d'éventuelles représailles polonaises après la prise de contrôle de la Grande-Pologne, de la Poméranie et de la Silésie, et sont parmi les premiers à faire leurs bagages et à se diriger vers l'ouest après l'armistice, tandis que d'autres resrent dans les terres reprises par la Pologne, protégées par le traité des minorités. Même si l'Association a perdu sa principale raison d'être, l'Allemagne n'ayant aucune influence sur les territoires de la République de Pologne, elle continue d'exister sous une forme résiduelle. Dirigeé depuis Berlin, elle tente de forcer le gouvernement de la République de Weimar à utiliser la menace de représailles contre la minorité polonaise restante en Allemagne afin d'obtenir de nouvelles concessions pour la minorité allemande en Pologne. Cependant, le gouvernement d'après-guerre de Gustav Stresemann rejette en grande partie ces demandes, car il y a beaucoup plus d'Allemands en Pologne que de Polonais en Allemagne, et une telle tactique de représailles aurait fait plus de mal au côté allemand. L'Association continue d'exister à Berlin, limitant ses activités principalement à une campagne de presse et à la rhétorique, mais sa signification est sérieusement limitée. Finalement, après l'arrivée au pouvoir d'Adolf Hitler en Allemagne, elle est dissous par les nationaux-socialistes. Certains de ses anciens membres, vivant aujourd'hui en Pologne, restent membres d'autres associations et organisations allemandes et forment le noyau de la cinquième colonne allemande lors de l' invasion allemande de la Pologne en 1939

## Remarques
1. ↑  The nickname itself may have been influenced by the name Hecate.
2. ↑  As evidenced by some of his remarks and speeches, for instance the one to the Lower House of the Prussian Parliament of January 28, 1886, in: (de) Eugen Kalkschmidt, Bismarcks Reden, Berlin, Deutsche Bibliothek, 173–186 p. (lire en ligne)